# Pelargonium radicatum
Pelargonium radicatum är en näveväxtart som beskrevs av Étienne Pierre Ventenat. Pelargonium radicatum ingår i släktet pelargoner, och familjen näveväxter. Inga underarter finns listade i Catalogue of Life.